# Kontroverse um palästinensische Schulbücher
Die Kontroverse um palästinensische Schulbücher entstand, nachdem das Georg-Eckert-Institut in Braunschweig ab 2019 eine von der Europäischen Union geförderte Analyse der palästinensischen Schulbücher durchgeführt hatte. Das Ziel der Untersuchung bestand darin festzustellen, ob die Schulbücher zentrale Themen der UNESCO-Standards für politische Bildung, wie Menschenrechte und Toleranz, behandeln. 2021 veröffentlichte das Georg-Eckert-Institut seine Analyse, wonach die palästinensischen Schulbücher die von der UNESCO festgelegten Standards erfüllen. Die Analyse führte zu einer nationalen und internationalen Kontroverse.

## Veröffentlichung und Überprüfung der Analyse zu palästinensischen Schulbüchern
Das Georg-Eckert-Institut veröffentlichte im Juni 2021 seine Analyse unter dem Titel „Analyse der palästinensischen Schulbücher“.
Eine Untersuchung der Analyse wurde von der in London ansässigen gemeinnützigen Organisation Institute for Monitoring Peace and Cultural Tolerance in School Education (IMPACT-se) vorgenommen. Sie trägt den Titel „IMPACT-se-Überprüfung des Berichts des Georg-Eckert-Instituts (GEI) zu den Schulbüchern der Palästinensischen Autonomiebehörde (PA)“ und wurde im August 2021 veröffentlicht.
In der Bewertung betont IMPACT-se, dass die Analyse kein vollständiges und genaues Bild vom Zustand des Lehrplans der Palästinensischen Autonomiebehörde liefere. Positive Aspekte würden übertrieben, negative Aspekte würden heruntergespielt, und bestimmte Schulbücher seien teilweise oder vollständig von der Studie ausgeschlossen worden. Darüber hinaus würden Schulbücher, die in Schulen in Jerusalem verwendet werden und von israelischen Behörden angepasst und verteilt wurden, in die Bewertung der palästinensischen Autonomiebehörde einbezogen, obwohl sie weder von der EU finanziert wurden noch Teil des Studienumfangs waren.
Die Organisation IMPACT-se kommt in seiner Untersuchung zum Schluss, dass die Evaluatoren des Georg-Eckert-Instituts:
- Terrorakte als Widerstand rechtfertigen und eine Terroristin, die 38 israelische Bürger, darunter 13 Kinder, in einem Bus tötete, als Beispiel für die Gleichstellung der Geschlechter und die Ermächtigung der Frauen darstellen.[6][7]

- Beispiele für Hassreden und die Aufstachelung zu Gewalt, Märtyrertum und Dschihad versäumten aufzuzeigen, einschließlich Übungen in Naturwissenschafts- und Mathematiklehrbüchern, in denen Selbstmordattentate und die Verwendung von Steinschleudern als Analogien verwendet werden.[3][6][7]
- Beispiele für Antisemitismus versäumten aufzuzeigen, darunter Beispiele, die nahelegen, dass Juden gierig und arrogant sind und Geld, Medien und Politik kontrollieren.[3][6][7]
- Israelische Schulbücher, die für Frieden und Toleranz werben, fälschlicherweise als von der Palästinensischen Autonomiebehörde herausgegeben darstellten.[3][6][7]

## Untersuchungen und Medienberichterstattung
Die Analyse des Georg-Eckert-Instituts und die Überprüfung durch IMPACT-se führten zu einer Untersuchung seines Inhalts durch das Europäische Parlament im Dezember 2020 und zu einer Debatte im House of Commons des britischen Parlaments im Juni 2021.
Die Zeitung Die Welt und der Tagesspiegel kritisierten die Analyse unter Titeln wie „Wie palästinensische Kinder dazu erzogen werden, Israel zu hassen“ und „Wenn deutsche Steuergelder Antisemitismus finanzieren“.

## Stellungnahme des Georg-Eckert-Instituts im EU-Parlament
Im September 2021 nahm der Direktor des Georg-Eckert-Instituts Eckhardt Fuchs an einer Debatte im Europäischen Parlament teil. Während der Debatte gab er zu, dass zwar einige Bücher den UNESCO-Standards entsprechen, es jedoch in anderen Bereichen an Einhaltung mangelt. Insbesondere erwähnte er das Vorhandensein von Aufwiegelung zum Hass und antisemitischen Elementen in diesen Bereichen und betonte, dass das Institut diese Bedenken klar und deutlich angesprochen habe.

## Kontroverse
Unterstützend zu dem IMPACT-Se-Bericht forderte Alexander Lambsdorff, Mitglied des Deutschen Bundestages, dazu auf, die Finanzierung der Palästinensischen Autonomiebehörde einzustellen. Mehrere EU-Beamte äußerten ebenfalls ihre Bedenken über den Bericht. Die amtierende Direktorin der Europäischen Kommission, Henrike Trautmann, stellte fest, dass „es sehr klar ist, dass die Studie sehr problematische Inhalte enthält“. Die Vizepräsidentin des Europäischen Parlaments, Nicola Beer, betonte: „Juden als gefährlich darzustellen, sie zu dämonisieren und antisemitische Vorurteile fortzusetzen, ist einfach schockierend... Die Verherrlichung der Terroristin Dalal al-Mughrabi und die Darstellung von kaltblütiger Gewalt gegen Zivilisten, einschließlich vieler Kinder, als Widerstand lässt mich sprachlos.“
Die internationale jüdische Nichtregierungsorganisation Anti-Defamation League (ADL) argumentierte, dass im Gegensatz zur Analyse des Georg-Eckert-Instituts „palästinensische Bücher nicht signifikant besser sind und nicht den UNESCO-Standards entsprechen“.
In einem Brief an die Präsidentin der Europäischen Kommission, Ursula von der Leyen, äußerte der Präsident der Konferenz Europäischer Rabbiner, Oberrabbiner Pinchas Goldschmidt, seine tiefe Besorgnis über den Bericht, der „wiederholt versucht, offenen Antisemitismus herunterzuspielen oder zu rechtfertigen“ mit Rationalisierungen.
In seiner Kritik an der Analyse wies der Zentralrat der Juden in Deutschland in einem Brief an den ehemaligen Chef des Bundeskanzleramts, Helge Braun, auf die Gefahr hin, die sie für die jüdische Gemeinschaft in Deutschland und Europa darstellt.